# Tricolpia biangula
Tricolpia biangula är en fjärilsart som beskrevs av Felder och Alois Friedrich Rogenhofer 1875. Tricolpia biangula ingår i släktet Tricolpia och familjen Uraniidae. Inga underarter finns listade i Catalogue of Life.